# Surruque
Surruque /Značenje imena nepoznato/, pleme američkih Indijanaca nastanjeno u 16. stoljeću u blizini današnjeg Cape Canaverala na floridskoj obali. U povijesti se prvi puta spominju na Le Moyneovoj mapi (objavljena 1875) pod imenom "Sorrochos". Pri kraju 16. stoljeća dolaze u konflikte sa Španjolcima, zbog čega ih Španjolci napadnu, ubivši ih 60 a 54 odvdoše u zarobljeništvo. Kasnije su se udružili s Timucuama i nestali. O populaciji nije ništa poznato.